# 泰勒·拉姆斯登
泰勒·萊恩·拉姆斯登（英語：Tyler Ryan Lumsden，1983年5月9日—）為美國棒球選手，曾經效力於中華職棒兄弟象及統一7-ELEVEn獅，守備位置為投手。

## 經歷
- 美國職棒芝加哥白襪（小聯盟）（2004年～2006年）
- 美國職棒堪薩斯皇家（小聯盟）（2006年～2008年）
- 美國職棒休士頓太空人（小聯盟）（2009年～2010年）
- 美國職棒聖地牙哥教士（小聯盟）（2010年）
- 中華職棒兄弟象（2011年）
- 中華職棒統一7-ELEVEn獅（2013年）

## 職棒生涯成績
| 年度   | 球隊           | 出賽 | 勝投 | 敗投 | 中繼 | 救援 | 完投 | 完封 | 三振 | 四死 | 責失 | 投球局數 | 防禦率 |
| ------ | -------------- | ---- | ---- | ---- | ---- | ---- | ---- | ---- | ---- | ---- | ---- | -------- | ------ |
| 2011年 | 兄弟象         | 23   | 10   | 11   | 0    | 0    | 1    | 0    | 92   | 54   | 51   | 143.0    | 3.21   |
| 2013年 | 統一7-ELEVEn獅 | 8    | 3    | 2    | 0    | 0    | 0    | 0    | 20   | 19   | 16   | 39.2     | 3.63   |
| 合計   | 2年            | 31   | 13   | 13   | 0    | 0    | 1    | 0    | 112  | 73   | 67   | 182.2    | 3.30   |

## 特殊事蹟
- 2011年5月6日，初登板對戰興農牛，先發五局失掉五分，吞下來台首敗。
- 2011年5月13日，對戰Lamigo桃猿，先發六局失掉兩分，拿下來台首勝。

## 外部連結
- 泰勒·拉姆斯登在台灣棒球維基館上的頁面（繁體中文）
- 泰勒·拉姆斯登在美國職棒官網（英语）
- 泰勒·拉姆斯登在中華職棒官網
- 泰勒·拉姆斯登在Baseball-Reference.com（小聯盟以及海外聯盟）（英语）
- 泰勒·拉姆斯登在The Baseball Cube（英语）